# Caseros (Entre Ríos)

Caseros é um município da província de Entre Ríos, na Argentina.